# 데런 엔트위슬
 데런 엔트위슬(영어: Darren Entwistle, 1962년 ~)는 캐나다에서 두번째로 큰 통신회사인 텔러스의 CEO이자 회장이다. 콘코디아 대학교에서 학사를, 맥길 대학교에서 석사를 받았다. 2000년에 텔러스에 들어간 이후, 그는 서부 캐나다에 국한되었던 텔러스의 통신사업을 전국적인 규모로 발전시켰다.